# Heinrich Obersteiner
Heinrich Obersteiner (Viena, Austria; 13 de noviembre de 1847–19 de noviembre de 1922) fue un neurólogo austríaco-judío.

## Biografía académica
En 1870 obtuvo su doctorado en la Universidad de Viena, donde trabajó en el laboratorio de von Brücke. En 1873 obtuvo su habilitación para patología y anatomía del sistema nervioso en la Universidad de Viena, se convirtió en profesor asociado en 1880 y recibió el título de "profesor titular" en 1898. También fue director de una institución mental privada en Oberdöbling. En 1882 estableció un instituto neurológico en Viena.
La línea homónima Obersteiner-Redlichlleva su nombre, junto con Emil Redlich. Esta zona es donde se encuentran el sistema nervioso central y el sistema nervioso periférico , así como el lugar donde las células de Schwann se encuentran con las células de oligodendroglia .